# Оснивачи религија
Појам оснивачи религија се односи на људе који су активно или пасивно дали допринос или се за њих каже да су дали подстицај формирању нове религије. Овај термин се задржава у употреби чак и ако је историјско постојање особе упитно.
За осниваче религија (претпостављеним хронолошким редом) сматрају се следеће особе:
- Заратустра за зороастризам (2. или 1. миленијум пре нове ере)
- Мојсије за јудаизам (13. до 12. век пре нове ере)
- Лаози (Лао-Тсе) за даоизам (6. или 4. век пре нове ере)
- Махавира за џаинизам (6. век пре нове ере)
- Сидарта Гаутама за будизам (6. век пре нове ере)
- Исус Христ или Апостол Павле за хришћанство (1. век нове ере)
- Мани за манихеизам (216 до 277)
- Мухамед за ислам (6. до 7. век)
- Гуру Нанак за сикизам (15. век)
- Бахаула за бахаизам  (1817. до 1892.)

Хиндуизам познаје многе појединачне школе, нпр. Веданта или Вишнуити, шивизам и шакта школа оснивачи религије. Познати оснивачи хиндуизма су: Ади Шанкара, Мадхва и Чајтања Махапрабху.
Појам "оснивач религије" је у многим случајевима контроверзан и не мора нужно да одговара представи тих особа о самоме себи. Они су себе често доживљавали само као реформаторе постојећих религија. Тако будисти виде Сидарту Гаутаму као поновног проналазача "будног стања" (Бодисатва), а не као оснивача нове религије. Лаози  није представљао нову религију, већ филозофију. Исус из Назарета себе је видео као месију посланог Јеврејима; основе хришћанствам је развио Апостол Павле, који га је поштовао као откупитеља и избавитеља човечанства после његове смрти. А Мухамед се у Курану не помиње као зачетник или оснивач ислама, већ као најважнији и последњи Пророк од како постоји монотеизам.